# Дріс Шрайбі
Дріс Шрайбі (араб. إدريس الشرايبي ‎ фр. Driss Chraïbi; *15 липня 1926, Ель-Джадіда — 1 квітня 2007, Кре, Дром, Франція) — марокканський письменник-франкофон; родоначальник нової національної літератури.

## З життєпису
Освіту здобув у Касабланці, в 1946 році вирушив до Парижа, де вивчав хімію та психіатрію. Згодом присвятив себе літературній діяльності та журналістиці.
Протягом 30 років керував програмою Les Dramatiques на радіо.

## Творчість
Дебютував у 1954 році з романом «Просте минуле» (Le passé simple), який прихильно зустріли французькі критики, але на бітьківщині письменника твір заборонили.
У своїх творах, зазвичай заснованих на автобіографічних мотивах, часто торкався тем колоніалізму і расизму, конфліктів між поколіннями та культурами, становища жінок, суспільству споживання тощо.
Окрім цього, Шрайбі — автор низки трилерів, детективів, дитячих книг.

### Вибрана бібліографія
Проза
- Le Passé simple, Gallimard, 1954
- Les Boucs, Gallimard, 1955
- L'Âne, Denoël, 1956
- De tous les horizons, Denoël, 1958
- La Foule, Denoël, 1961, rééd. 2016
- Succession ouverte, Gallimard, 1962
- La Civilisation, ma Mère! … , Gallimard, 1972
- Mort au Canada, Denoël, 1975
- La Mère du printemps, Seuil, 1982
- Naissance à l'aube, Seuil, 1986
- L'Homme du livre, Eddif - Balland, 1995

Детективи
- Un ami viendra vous voir, Denoël, 1967

Трилери
- Une enquête au pays, Seuil, 1981
- L'Inspecteur Ali, Gallimard, 1991
- Une place au soleil, Denoël, 1993
- L'Inspecteur Ali à Trinity College, Denoël, 1995
- L'Inspecteur Ali et la CIA, Denoël, 1996
- L'Homme qui venait du passé, Denoël, 2004

Книги для дітей
- Les Aventures de l'âne Khâl, Seuil, 1992

Мемуари
- Vu, lu, entendu, Denoël, 1998
- Le Monde à côté, Denoël, 2001

За свою літературну кар'єру отримав багато літературних премій, у тому числі премію De l'Afrique méditerranéenne (1973); премію Франко-арабської дружби (1981); премію Монделло за переклад книги «Народження на світанку» в Італії тощо.
Українською в перекладі Ігоря Лебединського оповідання Д. Шрайбі «Хатина на скелі» було надруковано в антології арабської прози та поезії (1983).